# Bắc Lệnh
Bắc Lệnh là một phường cũ thuộc thành phố Lào Cai cũ, tỉnh Lào Cai, Việt Nam.

## Địa lý
Phường Bắc Lệnh có vị trí địa lý:
- Phía đông giáp phường Bình Minh
- Phía tây giáp xã Cam Đường
- Phía nam giáp phường Pom Hán
- Phía bắc giáp phường Nam Cường.

Phường Bắc Lệnh có diện tích 2,87 km², dân số năm 2019 là 5.198 người, mật độ dân số đạt 1.811 người/km².

## Lịch sử
Trước đây, Bắc Lệnh là một tiểu khu thuộc thị xã Cam Đường, tỉnh Lào Cai.
Ngày 17 tháng 4 năm 1979, thị xã Cam Đường sáp nhập vào thị xã Lào Cai (lúc này thuộc tỉnh Hoàng Liên Sơn), tiểu khu Bắc Lệnh thuộc thị xã Lào Cai (sau được chuyển thành phường Bắc Lệnh).
Ngày 9 tháng 6 năm 1992, thị xã Cam Đường được tái lập, phường Bắc Lệnh chuyển sang trực thuộc thị xã Cam Đường. Tuy nhiên, đến ngày 31 tháng 1 năm 2002, toàn bộ diện tích và dân số của thị xã Cam Đường được sáp nhập trở lại thị xã Lào Cai, phường Bắc Lệnh lại thuộc thị xã Lào Cai.
Ngày 30 tháng 11 năm 2004, phường Bắc Lệnh thuộc thành phố Lào Cai mới thành lập.
Ngày 16 tháng 6 năm 2025, Ủy ban Thường vụ Quốc hội ban hành Nghị quyết số 1673/NQ-UBTVQH15 về việc sắp xếp các đơn vị hành chính cấp xã của tỉnh Lào Cai năm 2025. Theo đó, Sắp xếp toàn bộ diện tích tự nhiên, quy mô dân số của các phường Nam Cường (thành phố Lào Cai), Xuân Tăng, Pom Hán, Bắc Cường, Bắc Lệnh, Bình Minh và xã Cam Đường thành phường mới có tên gọi là phường Cam Đường.